# 欧州合同軍
座標: 北緯48度32分55秒 東経7度46分57秒 / 北緯48.548575度 東経7.782612度
欧州合同軍（おうしゅうごうどうぐん、英語：Eurocorps）は、フランス・アルザス地方のストラスブールに駐留する約1,000人の兵士を本部とする政府間の軍隊である。同合同軍は1992年5月に本部が設置され、1993年10月に活動を開始、1995年に作戦を宣言した。その核となるのが、1987年に設立されたドイツ・フランス合同旅団である。2004年に締結されたストラスブール条約が2009年2月26日に発効したことにより、欧州合同軍は正式な法的根拠を得た。
欧州合同軍は現在、EUレベル（共通安全保障防衛政策（CSDP））では設立されておらず、例えばCSDPの常設協力（PESCO）のプロジェクトではない。しかし、欧州連合条約（TEU）第42条3項に基づき、多国籍軍として利用できる場合には、欧州合同軍とその資産はCSDPの実施に貢献することができる。

## 参加国
合同軍には5カ国が加盟国として参加している。条約では、既存のユーロコープ加盟国の承認を条件に、欧州連合加盟国であればユーロコープ加盟国になることができる。
さらに、4つの国が準加盟しており、そのためスタッフに人員を提供することを約束している 。ポーランドは2010年に加盟が認められた。これは2016年1月1日から有効になる予定であったが、2017年1月に延期された。しかし、2015年のポーランドの選挙で政権が交代したことにより、正加盟への申請が取り下げられ、準加盟のままとなった。2003年2月25日、オーストリアとフィンランドが条約を締結し、団の本部にスタッフを派遣できるようになった。フィンランドは2005年まで、オーストリアは2011年まで合同軍の準加盟国であった。ルーマニアは2016年4月に準参加国となった 。また、オランダとイギリスは、合同軍本部に連絡将校を派遣している 。

### 参加国
- ベルギー : 1993年〜
- フランス : 1992年〜
- ドイツ : 1992年〜
- ルクセンブルク : 1996年〜
- スペイン : 1994年〜

### 準参加国
- オーストリア : 2002〜2011年、2021年〜
- ギリシャ : 2002年〜
- イタリア : 2009年〜
- ポーランド : 2002年〜
- ルーマニア : 2016年〜
- トルコ : 2002年〜

### 元準参加国
- カナダ : 2003〜2007年
- フィンランド : 2002〜2006年

## 派遣実績
合同軍は：
- ボスニアでの平和維持活動に参加
- 2000年4月18日から2000年10月までコソボのKFOR IIIを率いた
- 2004年8月9日から2005年2月11日まで、アフガニスタンのISAF6部隊を率いた[16]。
- 2006年7月1日から2007年1月10日まで、合同軍本部は第7NATO即応部隊の陸上部門の待機部隊だった。
- 2010年7月1日から2011年1月10日まで、合同軍本部は第15NATO即応部隊（NRF15）の陸上部門の待機部隊であった。
- 2012年には、アフガニスタンのISAFにも派遣されている。
- 下半期、合同軍はEUミッション「EUTMマリ」に57名の兵士でドイツを支援している。

## 組織
恒常的な上部組織がなく、部隊を派遣している5ヶ国の国防および外務担当大臣の協議によって派遣先が決定される。派遣先の決定には、国際連合や欧州連合の要請が大きな要素となる。なお、指揮時に使用する言語は、英語となっている。
司令部
軍の司令部所在地はフランス・ストラスブール。
- 指揮官のグループと、それを支援する約350名の幕僚がいる。イギリス、オランダ、オーストリア、フィンランド、ギリシャ、イタリア、カナダ、トルコからも幕僚が派遣されている。なお、最高指揮官は中将。
- 多国籍支援旅団の指揮下に330名で構成される支援大隊があり、軍の兵站を担当している。

部隊
ドイツ・フランス合同旅団（フランス・ドイツ合同旅団）は、欧州合同軍のみの指揮下にあり、両国ないし各国の独自の指揮下にない。他の部隊は、欧州合同軍の指揮下にあると同時に各国の独自の指揮下にもある。
- ドイツ・フランス合同旅団（フランス・ドイツ合同旅団）
- フランス軍2個旅団
- ドイツ軍2個旅団
- ベルギー軍2個旅団
- スペイン軍1個師団（3個旅団基幹）
- ルクセンブルク軍1個中隊
- ポーランド軍1個旅団

## 歴代司令官
| 代 | 氏名                                                                   | 国籍     | 着任           | 離任           |
| -- | ---------------------------------------------------------------------- | -------- | -------------- | -------------- |
| 1  | ヘルムート・ヴィルマン陸軍中将 de:Helmut Willmann                      | ドイツ   | 1993年10月1日  | 1996年1月31日  |
| 2  | ピエール・フォルテール陸軍中将 Pierre Forterre                         | フランス | 1996年1月31日  | 1997年12月15日 |
| 3  | レオ・ファン・デン・ボッシュ陸軍中将 Leo van den Bosch                 | ベルギー | 1998年1月1日   | 1999年11月26日 |
| 4  | フアン・オルトゥーニョ・スチ陸軍中将 Juan Ortuño Such                  | スペイン | 1999年11月26日 | 2001年12月10日 |
| 5  | ホルガー・カンマーホフ陸軍中将 de:Holger Kammerhoff                    | ドイツ   | 2001年12月10日 | 2003年9月4日   |
| 6  | ジャン＝ルイ・ピ陸軍中将 Jean-Louis Py                                 | フランス | 2003年9月4日   | 2005年9月23日  |
| 7  | シャルル＝アンリ・デルクール陸軍中将 Charles-Henri Delcour             | ベルギー | 2005年9月23日  | 2007年9月21日  |
| 8  | ペドロ・ピタルチ陸軍中将 Pedro Pitarch                                 | スペイン | 2007年9月21日  | 2009年9月25日  |
| 9  | ハンス＝ローター・ドームレーゼ陸軍中将 de:Hans-Lothar Domröse          | ドイツ   | 2009年9月25日  | 2011年7月1日   |
| 10 | オリヴィエ・ド・バヴァンショヴ陸軍中将 Olivier de Bavinchove           | フランス | 2011年7月1日   | 2013年7月1日   |
| 11 | ギー・ブクセンシュミット陸軍中将 fr:Guy Buchsenschmidt                 | ベルギー | 2013年7月1日   | 2015年7月1日   |
| 12 | アルフレド・ラミレス＝フェルナンデス陸軍中将 Alfredo Ramirez-Fernandez | スペイン | 2015年7月1日   | 2017年9月8日   |
| 13 | ユルゲン・ヴァイト陸軍中将 Jürgen Weigt                                | ドイツ   | 2017年9月8日   | -              |